# 山本由樹
山本 由樹（やまもと ゆき、1962年7月27日 - ）は、日本の雑誌編集者。福岡県久留米市出身。東京都足立区で幼少期を過ごす。株式会社giftの代表取締役社長兼雑誌『DRESS』の編集長を歴任。現在、株式会社編の代表取締役社長。元アミューズ所属。

## 来歴・人物
東京都立白鷗高等学校、上智大学文学部新聞学科卒業。大学の同じクラスには元テレビ朝日アナウンサーの雪野智世、雑誌『25ans』編集長の十河ひろ美、フジテレビアナウンサーの阿部知代がいる。
1986年、光文社に入社。週刊『女性自身』の編集者として主にニュースや人間ルポルタージュを担当し16年在籍。その後、週刊『DIAS』を経て、『STORY』創刊とともに副編集長として同誌に参加。2005年6月、編集長に就任。2009年11月に『美STORY（のちの美ST）』を創刊し、両誌の編集長を兼任。一貫してアラフォー女性をメイン読者とした雑誌編集に携わる。
2010年に「国民的美魔女コンテスト」を主催し、メディアの垣根を超えた「美魔女」ブームを仕掛ける。また、2012年3月には、増刊号として男性のアンチエイジング需要を喚起するために「MEN'S 美ST」を創刊。
同年7月に光文社を退職し、9月に株式会社gift設立。2013年4月に「DRESS」を創刊。カバーモデルの女優・米倉涼子を筆頭に、ファッションディレクターに大草直子(スタイリスト）など、各界のエキスパートを集め“女のための女の内閣”を組閣。女性が自由に輝いていける社会を実現するための発信を行った。
読者のコミュニティとしての「DRESS部活」を定期的に開催。都心のみならず全国各地に30以上の部活数、2万人以上の部員が集まっている。
山本の退職後、『STORY』の編集長には為田敬、『美ST』の編集長には井上智明がそれぞれ就任している。
山本は現在、株式会社「編」を立ち上げ、代表取締役を務めている。
2016年9月、総合プロデューサーとして「LAWSONドリームオーディション」を開催。日本全国のLAWSONのクルーを対象にオーディションを行い、グランプリに輝いたクルーは中田ヤスタカによるプロデュースによりメジャーデビュー出来るという企画。なお、初回のプレスリリースのLINEライブの配信は開始時間が予定より20分遅れたにもかかわらず、155万ビューを突破。
休日はよく都内を散策することが多いらしく、職業柄、神保町の古本屋街を散策するといつの間にか古本を大量に買ってしまうことがある。好きな食べ物は「とんかつ」と「鰻」。

## エピソード
- 著書の「欲望のマーケティング」はAmazonマーケティングセールス部門約1ヶ月間に渡り毎週1位を獲得。
- 2016年9月～総合プロデューサーとして「LAWSONドリームオーディション」を仕掛ける。初回プレス会見のLINEライブは155万ビューを突破。

## 出演

### テレビ
- 日本テレビ「解決!ナイナイアンサー」
- フジテレビ「ノンストップ!」（「ノンストップサミット」隔週コメンテーターとして出演）
- NHK「クローズアップ現代」
- BS朝日「ザ・インタビュー～トップランナーの肖像～」
- 日本テレビ「スッキリ!!」（金曜日レギュラーコメンテーター）※2016年12月までは月曜出演
- 関西テレビ「村上マヨネーズのつっこませていただきます」（LINEセンテンスキングにて女性誌編集者として出演）

### ラジオ
- J-WAVE「J-WAVE SELECTION REAL WOMAN～DRESS RADIO～」

### 雑誌
- 読売新聞特集インタビュー、AERAインタビュー
- 日経REVIVEの編集・監修
- TOKYO VOICE 編集長

### WEB
- 「現代ビジネス」（マーケティング相談室・悩み事相談室）[3]
- 動画サイトkinora「片山萌美のズバッとニュース」（ゲストコメンテーター）
- 「巻き込むオウンドメディアの作り方」（日経BPコンサルのウェブで連載中）https://consult.nikkeibp.co.jp/ccl/atcl/20160808_1/

## 講演実績
- 株式会社電通本社
- 青山学院大学
- 上智大学
- 株式会社電通九州
- ネスレ日本株式会社
- 株式会社講談社
- 株式会社読売新聞社
- 株式会社ダリア
- 三井住友建設
- リクルート
- 日経BPコンサル

## 著書
- 『欲望のマーケティング』（ディスカヴァー・トゥエンティワン、2012年10月12日）ISBN 978-4-7993-1231-5
- 『会社を辞めても辞めなくてもどこでも稼げる仕事術』（共著・藤田晋氏など、SBクリエイティブ、2015/11/27）ISBN 978-4-7973-8454-3